# Manfred Fulle
Manfred Fulle (* 27. April 1936; † 5. Januar 2018) war ein deutscher Badmintonspieler. 

## Karriere
Manfred Fulle gewann nach mehreren Medaillen im Nachwuchsbereich auf nationaler Ebene 1955 mit Bronze seine erste Medaille bei den nationalen Titelkämpfen der Erwachsenen im Herrendoppel mit Günther Seilberger. Sieben weitere zweite und dritte Plätze folgten bis 1965, ehe er im genannten Jahr seinen einzigen Meistertitel erkämpfen konnte. Diesen Titel errang er im Herrendoppel mit Klaus-Dieter Framke. Bis ins neue Jahrtausend hinein war er später bei Altersklassenmeisterschaften erfolgreich.

## Sportliche Erfolge
| Saison    | Veranstaltung                     | Disziplin    | Platz | Name |
| --------- | --------------------------------- | ------------ | ----- | --- |
| 1952/1953 | Deutsche Einzelmeisterschaft U18  | Mixed        | 1     | Manfred Fulle / Lotti Reinhardt (BC Biebrich)                                                                      |
| 1952/1953 | Deutsche Einzelmeisterschaft U18  | Herreneinzel | 2     | Manfred Fulle (BC Wiesbaden-Biebrich)                                                                              |
| 1952/1953 | Deutsche Einzelmeisterschaft U18  | Herrendoppel | 2     | Manfred Fulle / Werner Walter (BC Wiesbaden-Biebrich)                                                              |
| 1953/1954 | Deutsche Einzelmeisterschaft U18  | Mixed        | 2     | Manfred Fulle / Karin Schild (BC Wiesbaden-Biebrich)                                                               |
| 1953/1954 | Deutsche Einzelmeisterschaft U18  | Herrendoppel | 3     | Manfred Fulle / Dieter Graulich (BC Wiesbaden-Biebrich)                                                            |
| 1953/1954 | Deutsche Einzelmeisterschaft U18  | Herreneinzel | 3     | Manfred Fulle (BC Wiesbaden-Biebrich)                                                                              |
| 1954/1955 | Deutsche Einzelmeisterschaft      | Herrendoppel | 3     | Günther Seilberger / Manfred Fulle (BC Wiesbaden-Biebrich)                                                         |
| 1956/1957 | Deutsche Einzelmeisterschaft      | Herrendoppel | 3     | Manfred Fulle / Schmidt (BC Wiesbaden-Biebrich)                                                                    |
| 1957/1958 | Deutsche Einzelmeisterschaft      | Mixed        | 2     | Manfred Fulle / Elfriede Becker (BC Wiesbaden-Biebrich)                                                            |
| 1958/1959 | Deutsche Einzelmeisterschaft      | Mixed        | 3     | Manfred Fulle / Elfriede Becker (BC Wiesbaden-Biebrich)                                                            |
| 1959/1960 | Deutsche Einzelmeisterschaft      | Mixed        | 3     | Manfred Fulle / Elfriede Becker (BC Wiesbaden-Biebrich)                                                            |
| 1959/1960 | Deutsche Einzelmeisterschaft      | Herrendoppel | 3     | Manfred Fulle / Peter Knack (BC Biebrich)                                                                          |
| 1962/1963 | Deutsche Mannschaftsmeisterschaft | Mannschaft   | 3     | 1. BC Wiesbaden (Klaus-Dieter Framke, Uwe Jacobsen, Manfred Fulle, Munzlinger, M. Geist, Edeltraud Geist, Lohmann) |
| 1963/1964 | Deutsche Einzelmeisterschaft      | Herrendoppel | 3     | Klaus-Dieter Framke / Manfred Fulle (1. Wiesbadener BC)                                                            |
| 1964/1965 | Deutsche Einzelmeisterschaft      | Herrendoppel | 1     | Klaus-Dieter Framke / Manfred Fulle (1. Wiesbadener BC)                                                            |
| 1964/1965 | Deutsche Mannschaftsmeisterschaft | Mannschaft   | 2     | 1. BC Wiesbaden (Klaus-Dieter Framke, Manfred Fulle, Peter Knack, Lim, Edeltraud Geist, Rosel Filpe)               |
| 1965/1966 | Deutsche Einzelmeisterschaft      | Herrendoppel | 3     | Klaus-Dieter Framke / Manfred Fulle (1. Wiesbadener BC)                                                            |
| 1987/1988 | Deutsche Einzelmeisterschaft O48  | Mixed        | 1     | Manfred Fulle / Gisela Neisner (1. Wiesbadener BC / SV Bergstedt)                                                  |
| 1988/1989 | Deutsche Einzelmeisterschaft O48  | Herrendoppel | 2     | Manfred Fulle (BC Biebrich) / Günter Graap (SKV Büdesheim)                                                         |
| 1992/1993 | Deutsche Einzelmeisterschaft O55  | Mixed        | 1     | Manfred Fulle / Gisela Neisner (BC Biebrich / SV Bergstedt)                                                        |
| 1993/1994 | Deutsche Einzelmeisterschaft O55  | Mixed        | 1     | Manfred Fulle / Gisela Neisner (BC Biebrich / SV Bergstedt)                                                        |
| 1995/1996 | Deutsche Einzelmeisterschaft O55  | Mixed        | 2     | Manfred Fulle (BC Biebrich) / Gisela Neisner (SV Bergstedt)                                                        |
| 1996/1997 | Deutsche Einzelmeisterschaft O60  | Mixed        | 1     | Manfred Fulle / Rita Schubert (BC Biebrich / SV Polizei Hamburg)                                                   |
| 1996/1997 | Deutsche Einzelmeisterschaft O60  | Herrendoppel | 2     | Günther Graap / Manfred Fulle (SKV Büdesheim / BC Biebrich)                                                        |
| 1997/1998 | Deutsche Einzelmeisterschaft O60  | Mixed        | 1     | Manfred Fulle / Gisela Neisner (BC Biebrich / SV Bergstedt)                                                        |
| 2001/2002 | Deutsche Einzelmeisterschaft O65  | Herrendoppel | 3     | Günter Graap / Manfred Fulle (SV Dortelweil / BC Biebrich)                                                         |